# 广西财经学院
广西财经学院，简称广西财院，是中华人民共和国广西壮族自治区的一所大学。位于自治区首府南宁市的一所以经济管理类学科为主，同时兼含文学、法学、理学、工学、艺术学学科的全日制普通本科院校，也是广西壮族自治区人民政府重点支持建设的十所高校之一，在防城港市也有分校区。

## 历史沿革
学校的办学历史可以追溯到1960年创办的广西商业专科学校（1962年9月更名为广西商业学校）和1963年成立的广西财经学校。2004年由广西财政高等专科学校和广西商业高等专科学校合并组建而成。

## 组织结构

### 教学部门
- 经济与贸易学院
- 财政与公共管理学院
- 金融与保险学院
- 工商管理学院
- 管理科学与工程学院
- 会计与审计学院
- 新闻与文化传播学院
- 外国语学院
- 信息与统计学院
- 法学院
- 国际教育学院
- 职业技术学院
- 体育教学部
- 思想政治理论课教学部 [3]

### 教辅机构
- 现代教育技术部
- 图书馆
- 继续教育学院
- 高等教育研究所
- 实验教学中心 [4]

### 党政机构
- 党委办公室院长办公室
- 督查办公室
- 组织部
- 宣传部
- 纪检监察室
- 人事处
- 审计处
- 学生工作部
- 教务处
- 科研处
- 财务处
- 保卫处
- 后勤管理处
- 招生就业处
- 团委
- 工会
- 离退休工作处
- 国有资产管理处
- 教学评估办公室
- 发展规划与建设处
- 机关党委[5]